# Stanwell
Stanwell est une ville appelée en anglais un village du Surrey en Angleterre, située directement au sud de l'Aéroport de Londres Heathrow. Elle relève du borough de Spelthorne, et relevait du comté du Middlesex jusqu'à sa disparition en 1965.
La population de Stanwell North est de 7 301 habitants et celle de Stanwell South est de 4 766 habitants.
Le « village » dispose d'une liaison par bus londonien entre Staines et Hounslow, quartier de Londres.
L'église a un hôtel en face par ses zones les plus vertes.
Une grande partie du village a été désignée pour le logement social et une partie a été achetée en privé par les occupants comme la loi le permet.  Un hôpital et un grand supermarché comptent parmi les employeurs mais l'aéroport avec ses nombreux employeurs est le plus important.